# Nagrobnik papeža Julija II.
Nagrobnik papeža Julija II. je Michelangelova in njegovih pomočnikov kiparska in arhitekturna kompozicija, prvotno naročena leta 1505, vendar dokončana šele leta 1545 v precej zmanjšanem obsegu. Prvotno namenjena baziliki svetega Petra je bila po papeževi smrti namesto tega postavljena v cerkvi San Pietro in Vincoli na Eskvilinu v Rimu. To je bila cerkev pod pokroviteljstvom družine Della Rovere, iz katere je prišel Julij, in tam je bil naslovni kardinal. Julij II. je pokopan poleg svojega strica Siksta IV. v baziliki svetega Petra, zato končna zgradba dejansko ne deluje kot grob.
Kot je bilo prvotno zasnovano, bi bil nagrobnik ogromna zgradba, ki bi Michelangelu dala prostor, ki ga potrebuje za svoja nadčloveška, tragična bitja. Ta projekt je postal eno od velikih razočaranj v Michelangelovem življenju, ko je papež iz nepojasnjenih razlogov prekinil naročilo, verjetno zato, ker je bilo treba sredstva preusmeriti za Bramantejevo obnovo svetega Petra. Prvotni projekt je zahteval samostojno tristopenjsko strukturo s približno 40 kipi. Po papeževi smrti leta 1513 se je obseg projekta postopoma zmanjševal, dokler aprila 1532 v končni pogodbi ni bil določen preprost stenski nagrobnik z manj kot eno tretjino figur od prvotno načrtovanih.
Najbolj znana skulptura, povezana z nagrobnikom, je figura Mojzesa, ki jo je Michelangelo dokončal med enim od občasnih ponovnih del leta 1513. Michelangelo je menil, da je to njegovo najbolj realistično ustvarjanje. Legenda pravi, da je po zaključku udaril v desno koleno in ukazal: "Zdaj govori!" saj je čutil, da je življenje edino, kar je ostalo znotraj marmorja. Na kolenu je brazgotina, ki naj bi bila znak Michelangelovega kladiva.

## Zgodovina
- 1505 - Julij naroči Michelangelu nagrobnik, ki osem mesecev izbira marmor v Carrari.[4] Nekje med gradnjo pa sta se Michelangelo in papež sprla, zaradi česar je Michelangelo zaradi varnosti zapustil Rim.[5]
- 1508 - Donato Bramante, očitno ljubosumen na Michelangelovo naročilo, je Michelangelovo odsotnost izkoristil, da je prepričal papeža, da bo nesreča, če bo njegov nagrobnik zgrajen v njegovem življenju in da bi bil Michelangelov čas bolje porabiti za strop Sikstinski kapeli v Vatikanski palači. Skupaj z drugimi Michelangelovimi tekmeci je menil, da Michelangelo ne bo mogel dokončati obsežnega stropnega projekta in ga tako ponižati, da bi zapustil Rim.[6]
- 1512 - Ko je Michelangelo dokončal strop Sikstinske kapele, je nadaljeval z delom na nagrobniku. Med letoma 1512 in 1513 je dokončal tri skulpture za projekt: Umirajoči in Uporniški suženj (zdaj v Louvru v Parizu) in Mojzes (ohranjen v končni zasnovi).
- 1513 - Julij je februarja 1513 umrl. Nova pogodba sestavljena 6. maja, je določala stenski nagrobnik. Michelangelo je 9. julija sklenil pogodbo s kamnosekom Antonijem del Pontejem za izvedbo arhitekturnih elementov spodnjega registra nagrobnika, kar je razvidno iz končne zasnove.[7] Velika, uničena risba, pripisana Michelangelu, je preživela iz te faze projekta v Kupferstichkabinettu v Berlinu; v isti zbirki je tudi bolj berljiv faksimile njegovega učenca Jacoma Rocchettija. Metropolitanski muzej umetnosti v New Yorku hrani risbo nagrobnika iz tega obdobja.[8] Čeprav ni več kot samostojni spomenik, je projekt v resnici postal bolj ambiciozen tako po velikosti kot po kompleksnosti ikonografije.[9]
- 1516 - Med Michelangelom in Julijevimi dediči je bila dogovorjena nova pogodba, ki je  zahtevata dokončanje projekta.
- 1520. leta - Michelangelo izkleše Genija Zmage in štiri nedokončane sužnje (zdaj v Akademiji, Firence).
- 1532-Michelangelo podpiše novo pogodbo, ki vključuje stenski nagrobnik.
- 1542-Michelangelo je začel delo na stenskem nagrobniku po pogajanjih o končnih podrobnostih z Julijevim vnukom.
- 1545 - Dokončan nagrobnik, bolje rečeno nagrobni spomenik, saj Julij II. ni v njej pokopan, je dokončan in postavljen v cerkvi Sv. Petra v vezeh; vključuje Michelangelovega Mojzesa skupaj z Leah in Rachel (verjetno sta jih dokončala Michelangelova pomočnika) na spodnji ravni in več drugih skulptur (zagotovo ne Michelangelovih) na zgornji ravni.

- Študija za stenski nagrobnik, c. 1506, pripisana Michelangelu. To je lahko ohranjeni vizualni dokaz za projekt, ki je bil naročen leta 1505, vendar je v nasprotju z opisom Michelangelove zgodnje biografije o samostojnem nagrobniku.
- Michelangelova druga zasnova stenskega nagrobnika za Julija II.

- Rekonstrukcija prvotnega projekta iz leta 1505 za samostojni nagrobnik (po Francu Russoliju, 1952)[10]
- Rekonstrukcija projekta 1513 po risbi Jacoma Rocchettija (Michelangelovega učenca) v Kupferstichkabinettu v Berlinu
- Rekonstrukcija projekta 1516
- Rekonstrukcija projekta 1532
- Nagrobnik Julija II. z Michelangelovima kipoma Rachel in Leah na levi in desni in njegovega Mojzesa.

## Skulpture
Kipa Umirajoči suženj in Uporniški suženj sta bila dokončana, vendar nista vključena v spomenik v njegovi zadnji in zmanjšani zasnovi. Zdaj sta v Louvru. Druga figura, namenjena nagrobniku papeža Julija, je Genij Zmage, zdaj v Palazzo Vecchio v Firencah. Druge skulpture za nagrobnik so bile Mladi suženj, Atlas suženj, Bradati suženj in Prebujajoči se suženj. Skulpture Rachel in Leah, alegorije kontemplativnega in aktivnega življenja, je izklesal Raffaello da Montelupo, Michelangelov učenec. Druge skulpture so manj izkušenih učencev.
- Umirajoči suženj
- Uporniški suženj
- Genij Zmage (1527–1530)[12]
- Mladi suženj
- Atlas suženj
- Bradati suženj
- Prebujanje sužnja